# Ясский собор (1642)

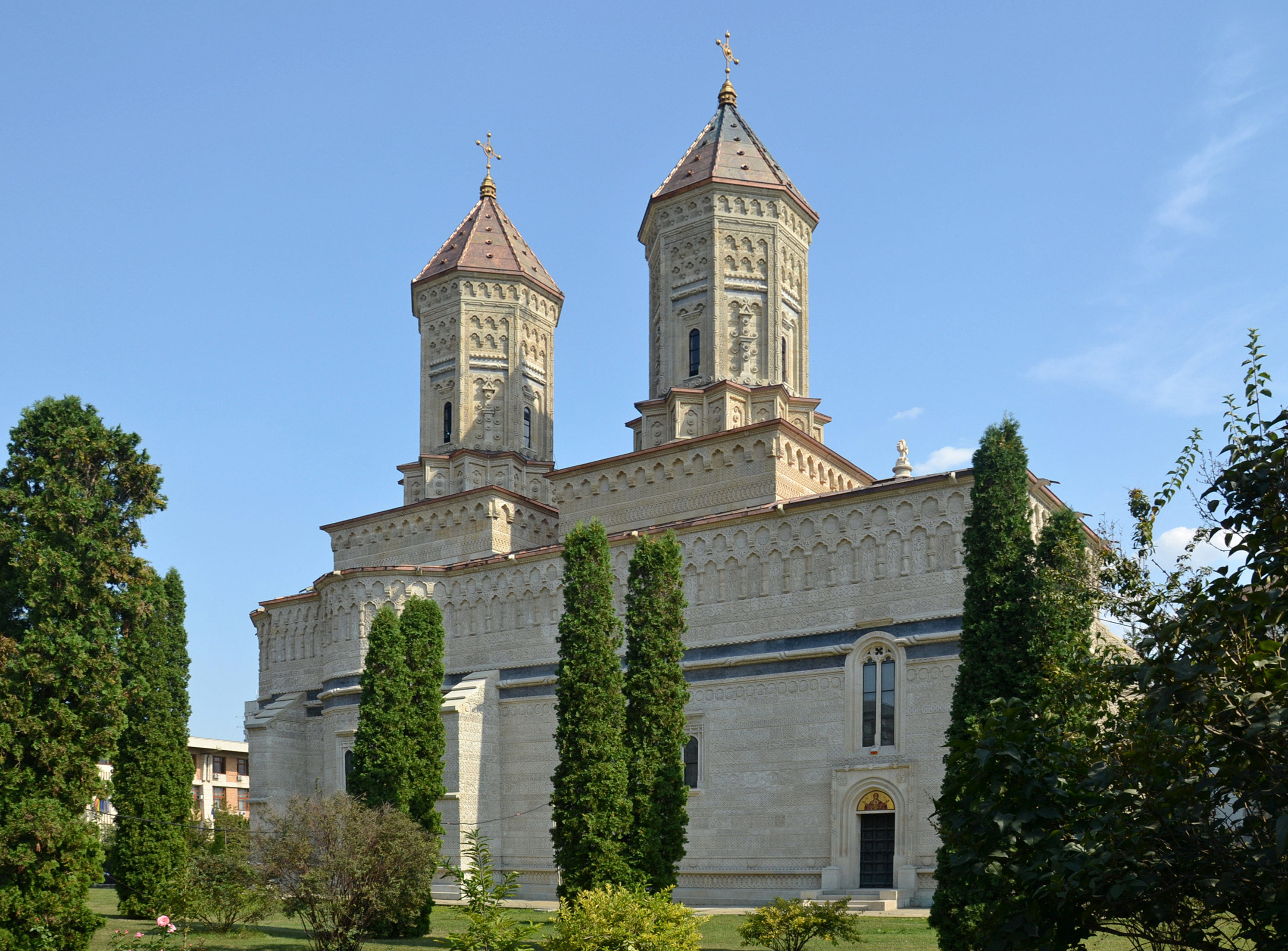
Церковь Трех Святителей

Ясский собор (греч. Σύνοδος του Ιασίου, рум. Sinodul de la Iași) — поместный собор православной церкви, проходивший в Яссах с 15 сентября по 27 октября 1642 года. Был созван Константинопольским патрирхом Парфением I при поддержке Молдавского господаря Василия Лупу в целях противодействия распространению кальвинизма вследствие публикации «Исповедание веры» Кирилла Лукариса.

## История
Слухи о кальвинизме Кирилла Лукариса не прекратились даже после его смерти, что было на руку лютеранам и кальвинистам. Они утверждали, что и патриарх Константинопольский Парфений I (1639-44) придерживается того же учения и потому не осуждает Кирилла и его исповедание. Эти толки особенно распространились в Молдавии, Валахии и западной России, производя там смуту. Тогда молдавский господарь Василий Лупу обратился к патриарху Парфению и попросил его, для пресечения клеветы, собрать собор в Яссах, который и состоялся в 1642 г. 
Константинопольскую церковь представлял Мелетий Сириг, бывший Никейский митрополит, Киевскую митрополию — Исаия Козловский и два других епископа, и др. Рассмотрев главы женевского исповедания, они нашли, что все главы, за исключением седьмой, наполнены кальвинистскими мыслями, которые православная Церковь никогда не разделяла. Все эти мнения были осуждены собором и все разделяющие эти мнения были отлучены от церкви. Лично патриарха Кирилла Лукариса собор не осудил, находя ложью то, что ему приписывали. На этом же соборе рассматривался катехизис, составленный Петром Могилой и направленное против латинских и протестантских заблуждений. В 1672 г. это изложение, одобренное всеми патриархами, было издано под названием «Православное исповедание веры соборной и апостольской Церкви».
В 1672 г., по поводу тех же рассуждений о кальвинизме был созван собор Иерусалимский собор.